# GRAVITY (TRFのアルバム)
『GRAVITY』（グラビティ）は、2009年2月11日にリリースされたTRFの10枚目のアルバム。

## 解説
- オリジナル・アルバムとしては前作『Lif-e-Motions』から約3年ぶり。
- 「CD+DVD」と「CDのみ」のアルバムの違いは、ジャケット写真と色（CD+DVDは青、CDのみはピンク）。
- このアルバムをmu-moショップで購入した方に、期間限定で「Where to begin [MUZIK CHANNEL MIX]」が収録されたDisc(AVCS-12790)が予約特典としてついた。
- このアルバム以降フル・アルバムとしてのオリジナル作品はリリースされていない。

## 収録曲
1. lights and any more
アニメ『湾岸ミッドナイト』主題歌
元々は配信限定シングルだった。
2. iNNOVATiON
29thシングル。
3. Uncontrollable
4. do you wanna dance?
5. CLOSURE
31stシングルのカップリング曲。
トステム住研グループアイフルホーム TVCMソング
6. Fake and Fate
7. virtual sea
8. Live Your Days
30thシングル。PVの最後はCHIHARUの誕生日を、他のメンバーや関係者達が祝う映像となっている。
9. one love -Sun on the moon-
29thシングルのカップリング曲。
10. Charge my life
11. Broken Flower
12. Memorial Snow
31stシングル。

## DVD
1. Uncontrollable [Music Clip]
アルバムの3曲目に収録されている楽曲のPV。
2. Uncontrollable [Music Clip -DANCERS' ANTHEM multi angle version-]
上のPVのダンサーズ・アンセムバージョン。ダンスのみ収録（ボーカル、DJはカット）。
3. TRF GRAVITY VISUALIZE-MEGAMIX 1992-2009 mixed by DJ KOO
過去の楽曲、PV、リミックス音源を用いたノンストップミックス。

### VISUALIZE-MEGAMIX 1992-2009 収録曲
1. BOY MEETS GIRL
2. iNNOVATiON
3. masquerade
4. Where to Begin
5. Unite! the Night!
6. Overnight Sensation 〜時代はあなたに委ねてる〜
7. OPEN YOUR MIND
8. 寒い夜だから…
9. LEGEND OF WIND
10. CRAZY GONNA CRAZY
11. BRAND NEW TOMORROW
12. Survival dAnce 〜no no cry more〜
13. EZ DO DANCE
14. We are all BLOOMIN'